# Joelle Franzmann
Joelle Franzmann (Idar-Oberstein, 19 januari 1979), bijgenaamd Elli, is een Duits triatlete uit Saarbrücken. Ze vertegenwoordigde Duitsland bij diverse internationale wedstrijden waaronder tweemaal een Olympische Spelen.

## Biografie
Joelle is soldaat en doet sinds 1993 triatlons. Twee jaar later behaalde ze een zilveren medaille op het WK voor junioren. Haar tijd van 2:12.33 werd alleen onderboden door de Deense Marie Overbye, die de wedstrijd won in 2:10.16. In 1996 won ze de Duitse jeugdkampioenschappen en in 1997 werd ze Europees jeugdkampioene op de triatlon.
Ze plaatste zich in 2000 voor de Olympische Zomerspelen van Sydney, waar de triatlon haar olympisch debuut maakte. Ze werd 21e in een tijd van 2:05.26,96. Vier jaar later behaalde ze een 16e plaats op de Olympische Spelen van Athene met een eindtijd van 2:08.18,33.
In 2008 behaalde ze haar grootste prestatie van haar triatloncarrière door de wereldkampioenschappen in Otepää op haar naam te schrijven. Met een tijd van 2:05.29 versloeg ze de Franse triatletes Delphine Pelletier (zilver; 2:06.57) en Camille Cierpink (brons; 2.07.56). Doordat de Duitse triatlete Christiane Pilz met een achtste plaats bij de ITU wereldbekerwedstrijd in Madrid het laatste Duitst slot bemachtigde kon Joelle Franzmann ditmaal niet deelnemen aan de Olympische Spelen van 2008 in Peking.
Joelle Franzmann is aangesloten bij Tri Post Telekom Trier.

## Titels
- Europees jeugdkampioene triatlon: 1997
- Duits kampioene triatlon: 2000
- Duits jeugdkampioene triatlon: 1996

## Palmares

### triatlon
- 1995:  WK junioren in Cancún - 2:12.32
- 1999: 12e WK olympische afstand in Montreal - 1:57.39
- 2000: 21e Olympische Spelen van Sydney - 2:05.26,96
- 2001:  Triatlon van Frankfurt
- 2001: 6e EK olympische afstand in Karlovy Vary - 2:21.35
- 2001: 13e WK olympische afstand in Edmonton - 2:01.49
- 2002: 15e WK olympische afstand in Cancún - 2:04.24
- 2003:  ITU wereldbekerwedstrijd in Salford
- 2003: 6e EK olympische afstand in Karlovy Vary - 2:11.25
- 2003: 5e WK olympische afstand in Queenstown - 2:08.40
- 2004:  Triatlon van Zundert
- 2004: 16e Olympische Spelen van Athene - 2:08.18,33
- 2004: 4e WK olympische afstand in Funchal - 1:53.21
- 2005:  Triatlon van Zaberfeld
- 2005: 39e WK olympische afstand in Gamagori - 2:06.43
- 2006:  ITU wereldbekerwedstrijd in Doha
- 2006:  ITU wereldbekerwedstrijd in Tiszaujvaros
- 2006:  ITU wereldbekerwedstrijd in Cancún
- 2006:  ITU wereldbekerwedstrijd in Aqaba
- 2006: 6e ITU wereldbekerwedstrijd in Hamburg
- 2006: 5e ITU wereldbekerwedstrijd in Salford
- 2006: 6e ITU wereldbekerwedstrijd in Peking
- 2006: 7e WK olympische afstand in Lausanne - 2:06.05
- 2007: 4e ITU wereldbekerwedstrijd in Vancouver
- 2007: 8e ITU wereldbekerwedstrijd in Richard's Bay
- 2007: 5e Triatlon van Kitzbühel
- 2007: 8e WK olympische afstand in Hamburg - 1:55.15
- 2008: 9e ITU wereldbekerwedstrijd in Hamburg
- 2008:  Triatlon van Holten
- 2008: 5e EK olympische afstand in Lissabon - 2:06.48
- 2008: 8e Triatlon van Gelsenkirchen - 1:14.15
- 2008:  WK in Otepää